# 4 septembrie
ianuarie • februarie • martie  • aprilie  • mai  • iunie  • iulie  • august  • septembrie  • octombrie  • noiembrie  • decembrie
4 septembrie este a 247-a zi a calendarului gregorian și a 248-a zi în anii bisecți. Mai sunt 118 zile până la sfârșitul anului.

## Evenimente

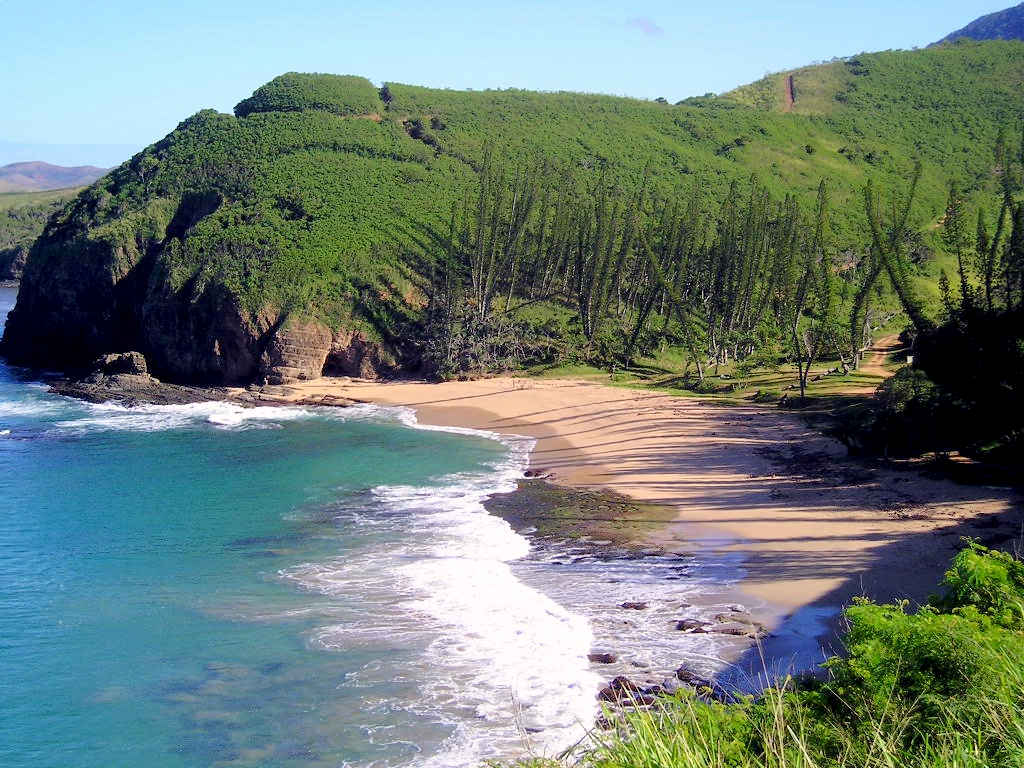
1774: În timpul celui de-al doilea voiaj al său, exploratorul englez James Cook a descoperit la 1200 km est de Australia, insulele din Pacific. El le numește Noua Caledonie după numele latin al Scoției (Caledonia).

1870: Împăratul Napoleon al III-lea al Franței ester detronat și se declară cea de-A Treia Republică Franceză.

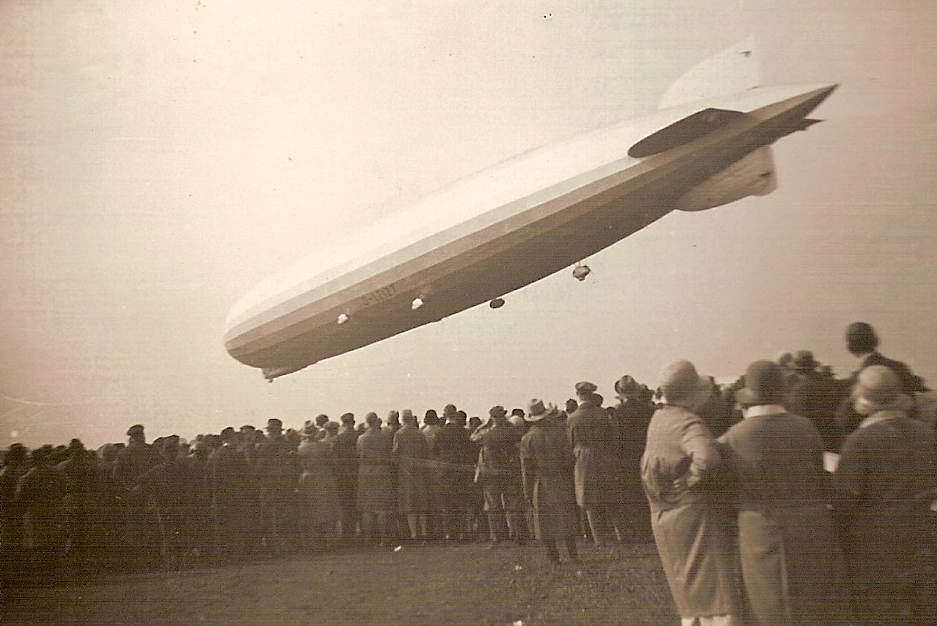
1929: Călătoria de 35 de zile prin lume a dirijabilului german LZ 127 Graf Zeppelin.

- 0476: Generalul foederati dintr-un neam germanic Odoacru l-a înlăturat de pe tron pe împăratul roman Romulus Augustus, punând capăt Imperiului Roman de Apus.
- 1260: Manfred al Siciliei îi învinge pe florentinii loiali Papei în Bătălia de la Montaperti și aduce toată Toscana sub stăpânirea sa.
- 1479: Portugalia și Castilia semnează Tratatul de la Alcáçovas pentru a pune capăt războiului de succesiune castilian. Regele portughez Alfonso al V-lea renunță la tronul castilian, în schimb Portugalia primește suveranitatea asupra tuturor apelor și a pământurilor la sud de Capul Bojador.[1]
- 1541: Asupra Transilvaniei se instaurează suzeranitatea Porții otomane.
- 1774: În timpul celui de-al doilea voiaj al său, exploratorul englez James Cook a descoperit la 1200 km est de Australia, insulele din Pacific. El le numește Noua Caledonie după numele latin al Scoției (Caledonia).
- 1827: Marele incendiu din Turku distruge aproape complet fosta capitală a Finlandei.[2][3]
- 1870: Împăratul Napoleon al III-lea al Franței ester detronat și se declară cea de-A Treia Republică Franceză.
- 1886: Războaiele indienilor americani: După aproape 30 de ani de lupte împotriva armatelor americane și mexicane, războinicul apaș Geronimo s-a predat generalului Nelson Miles din Arizona.
- 1890: Un incendiu de proporții a provocat daune grave în orașul grec Salonic. Cartierul european a ars complet. 20.000 de oameni au rămas fără adăpost.
- 1915: Bulgaria se alătură de partea Puterilor Centrale, în Primul Război Mondial.
- 1919: Înființarea, la București, a „Societății Opera – artiștii asociați”; la 22 septembrie același an va lua numele de „Societatea lirică română Opera” (nucleul Operei Române de mai târziu).
- 1928: România a aderat la Pactul privind interzicerea războiului ca instrument de politică națională - Pactul Briand-Kellogg, semnat, la Paris, în 27 august 1928, de reprezentanții a 15 state.
- 1929: Călătoria de 35 de zile prin lume a dirijabilului german LZ 127 Graf Zeppelin se încheie la Friedrichshafen. Aproximativ 40.000 de oameni vor asista la revenirea lui.
- 1940: Regele Carol al II-lea demite guvernul Gigurtu și-l însărcinează pe generalul Ion Antonescu să formeze un nou guvern.
- 1943: Mitropolitul Serghei a fost ales cu acordul lui Stalin în funcția de patriarh al Moscovei și al întregii Rusii, cu scopul de a-i mobiliza pe credincioși în războiul contra Germaniei.
- 1948: Regina Wilhelmina a Olandei abdică din motive de sănătate.
- 1950: Un taifun, în Japonia, a cauzat moartea a 250 de persoane și peste 5.000 de răniți.
- 1958: S-a desfășurat la București, prima ediție a Festivalului internațional George Enescu.
- 1962: Prima vizită de stat efectuată Charles de Gaulle în Germania. Vizita a avut loc la invitația cancelarului Konrad Adenauer.
- 1972: Înotătorul american Mark Spitz câștigă cea de-a șaptea medalie de aur la Olimpiada de vară de la München, devenind primul olimpic care câștigă șapte medalii de aur la o singură Olimpiadă.
- 1974: S-a desfășurat la București al III-lea Congres Internațional de Studii Sud-Est Europene.
- 1974: Statele Unite ale Americii a stabilit relații diplomatice cu Republica Democrată Germană.
- 1991: Președintele Uniunii Sovietice, Mihail Gorbaciov, recunoaște independența celor trei state baltice: Estonia, Letonia și Lituania.
- 1997: Echipa feminină de gimnastică a României cucerește medalia de aur la Campionatele Mondiale, desfășurate la Lausanne, Elveția.
- 1998: La Menlo Park, California, SUA, Larry Page și Serghei Brin au înființat compania Google cu scopul de a promova motorul de căutare pe care l-au dezvoltat ca proiect de cercetare la Universitatea Stanford.
- 1998: Popularul spectacol-concurs TV de cultură generală Vrei să fii milionar? are premiera la postul ITV în Marea Britanie.[4]
- 2000: Locomotiva "Săgeata albastră" a ieșit pe poarta fabricii de la Zhuzhou (R.P.Chineză).
- 2002: A fost prezentată opiniei publice Doctrina Bush, prin care Statele Unite ale Americii își rezervă dreptul de a întreprinde lovituri militare preventive împotriva statelor care găzduiesc pe teritoriul lor baze teroriste.

## Nașteri
- 1557: Sophie de Mecklenburg-Güstrow, soția regelui Frederick al II-lea al Danemarcei (d. 1631)
- 1563: Împăratul Wanli, al 13-lea împărat al dinastiei Ming (d. 1620)
- 1596: Constantijn Huygens, poet și compozitor neerlandez, tatăl fizicianului Christiaan Huygens (d. 1687)
- 1729: Juliana Maria de Brunswick-Wolfenbüttel, regină a Danemarcei între 1752 și 1766, a doua soție a regelui Frederic al V-lea al Danemarcei și Norvegiei (d. 1796)
- 1729: Ludovic, Delfin al Franței, tatăl regilor Ludovic al XVI-lea, Ludovic al XVIII-lea și Carol al X-lea (d. 1765)
- 1768: François-René de Chateaubriand, scriitor și diplomat francez (d. 1848)
- 1800: Pauline de Württemberg, regină de Württemberg (d. 1873)
- 1809: Juliusz Słowacki, poet romantic polonez (d. 1849)
- 1824: Anton Bruckner, compozitor și organist austriac (d. 1896)
- 1840: Wilhelm, Prinț de Orania (d. 1879)
- 1846: Daniel Burnham, arhitect american (d. 1912)

Împăratul Wanli, al 13-lea împărat al dinastiei Ming
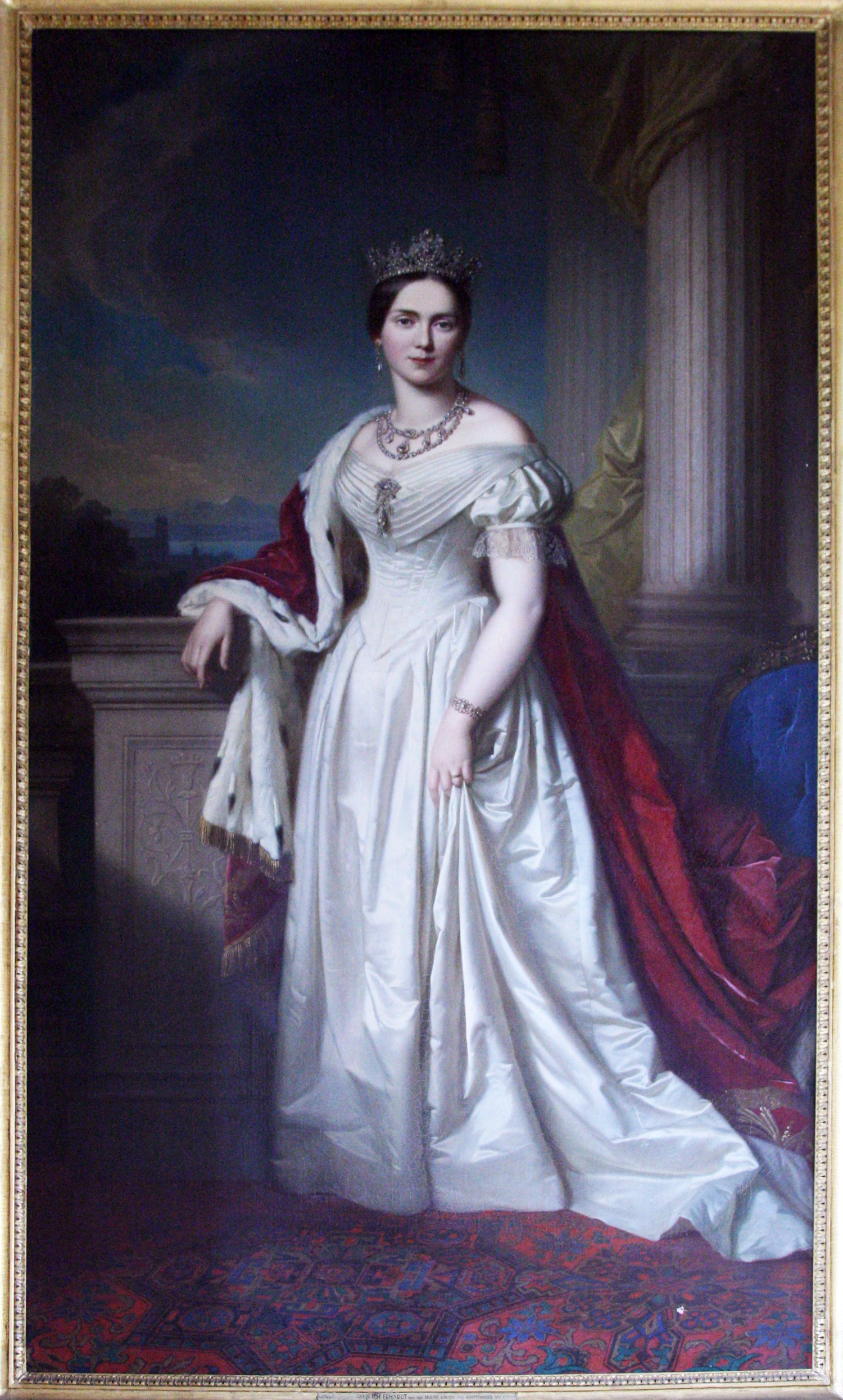
Regina Pauline de Württemberg
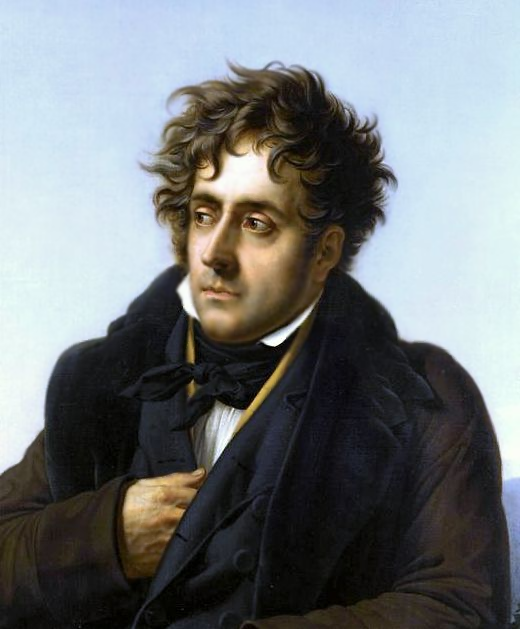
François-René de Chateaubriand, scriitor și diplomat francez

- 1881: Radu Codreanu, biolog și citolog român, membru al Academiei Române (d. 1987)
- 1882: Leonhard Frank, scriitor expresionist german (d. 1961)
- 1888: Oskar Schlemmer, pictor, sculptor și scenograf german (d. 1943)
- 1909: Ciro Alegría, scriitor peruvian (d. 1967)
- 1912: Raoul Șorban, critic de artă (d. 2006)
- 1913: Stanford Moore, chimist american, laureat al Premiului Nobel (d. 1982)
- 1924: Joan Aiken, scriitoare engleză (d. 2000)
- 1931: Anthony de Mello, călugăr iezuit indian, scriitor (d. 1987)
- 1945: Doina Furcoi, handbalistă română
- 1948: Simona Arghir, handbalistă română (d. 1995)
- 1949: Yann Queffélec, scriitor francez, câștigător al Premiului Goncourt în 1985
- 1953: Fatih Terim, fotbalist și antrenor turc de fotbal
- 1962: Shinya Yamanaka, medic japonez, laureat Nobel
- 1969: Ghiorghi Margvelașvili, politician, președinte al Georgiei în perioada 2013-2018
- 1970: Daisy Dee, cântăreață și actriță americană
- 1974: José Luís Peixoto, scriitor portughez

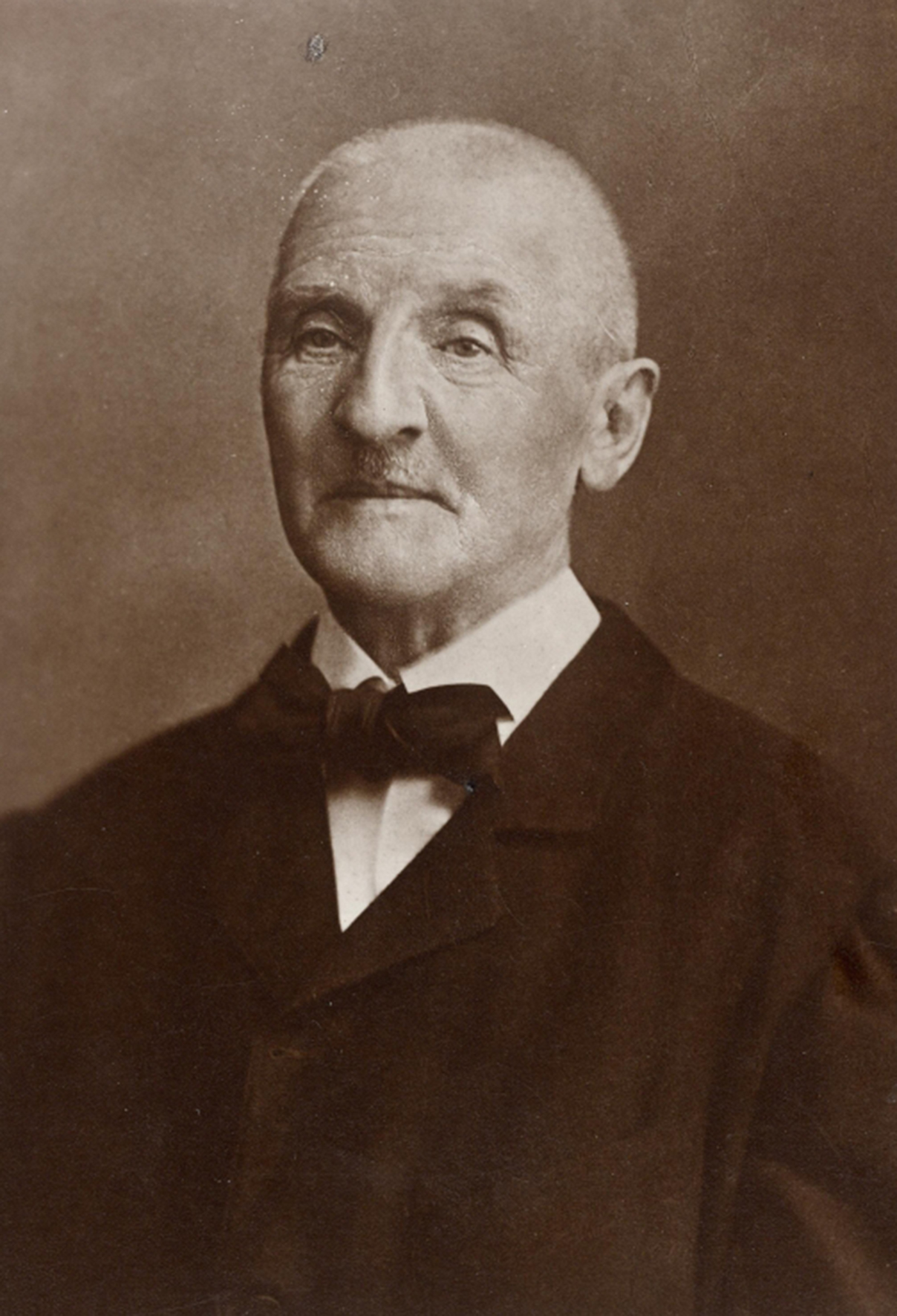
Anton Bruckner, compozitor și organist austriac
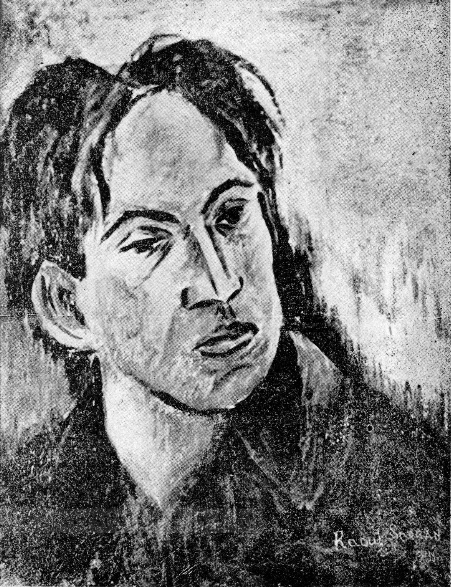
Raoul Șorban, critic de artă
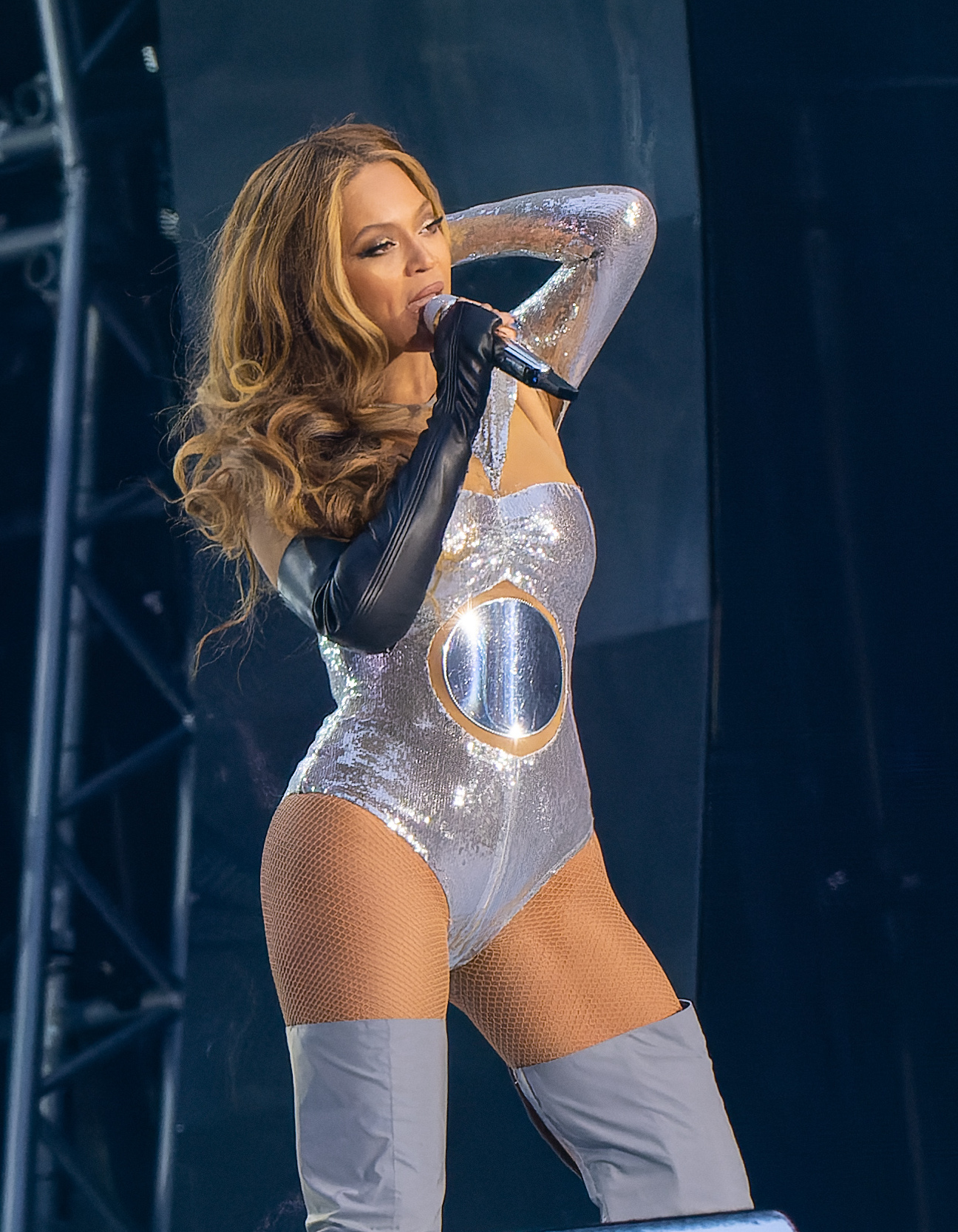
Beyoncé, cântăreață americană

- 1975: Mark Ronson, producător muzical, DJ englez
- 1977: Adrian Hădean, chef român, gastronom, blogger culinar
- 1978: Wes Bentley, actor american
- 1981: Beyoncé Knowles, cântăreață de R&B și actriță americană
- 1982: Valentin Negru, fotbalist român
- 1983: Cristian Fabbiani, fotbalist argentinian
- 1985: Raúl Albiol, fotbalist spaniol
- 1985: Aliona Lanskaia, cântăreață bielorusă
- 1988: Adelina Cojocariu, canotoare română
- 1988: Martin Fourcade, biatlonist francez
- 1989: Ricardo Cavalcante Mendes, fotbalist brazilian
- 1989: Constantin Gângioveanu, fotbalist român
- 1990: Olha Harlan, scrimeră ucraineană
- 1992: Eduard-Michael Grosu, ciclist român
- 1993: Yannick Ferreira Carrasco, fotbalist belgian

## Decese
- 0422: Papa Bonifaciu I
- 1742: Sofia Albertine de Erbach-Erbach, Ducesă de Saxa-Hildburghausen (n. 1683)
- 1821: José Miguel Carrera, general chilian (n. 1785)
- 1897: Émile Bin, pictor francez (n. 1825)
- 1907: Edvard Grieg, compozitor norvegian (n. 1843)
- 1942: Gorazd Pavlík, episcop ortodox ceh, executat de naziști (n. 1879)
- 1951: Anne Dangar, pictoriță australiană (n. 1885)
- 1959: Iuliu Hațieganu, medic român (n. 1885)
- 1963: Robert Schuman, om politic francez (n. 1886)
- 1965: Albert Schweitzer, teolog protestant, medic misionar, laureat al Premiului Nobel (n. 1875)

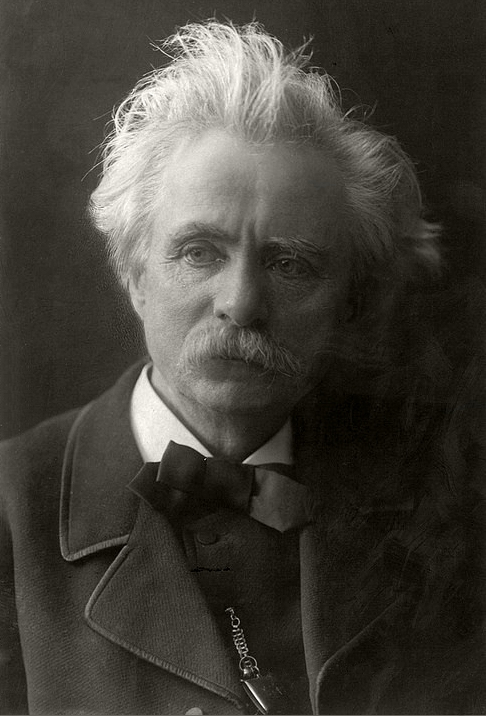
Edvard Grieg, compozitor norvegian
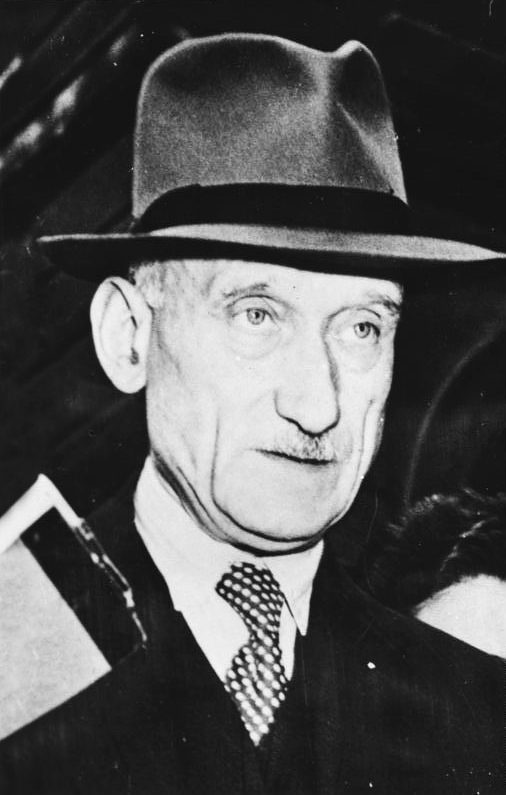
Robert Schuman, om politic francez
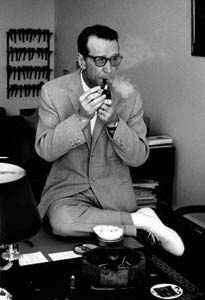
Georges Simenon, scriitor belgian de limbă franceză

- 1968: Victor Iliu, regizor, artist emerit, unul dintre maeștrii cinematografiei românești (n. 1912)
- 1989: Georges Simenon, scriitor belgian de limbă franceză (n. 1903)
- 1992: Dan Deșliu, poet român (n. 1927)
- 2002: Cornel Vulpe, actor român (n. 1930)
- 2003: Lola Bobescu, violonistă și profesoară română, stabilită în Belgia (n. 1920)
- 2003: Tibor Varga, violonist și dirijor maghiar (n. 1921)
- 2006: Steve Irwin, personalitate a televiziunii australiene (n. 1962)
- 2006: Giacinto Facchetti, fotbalist italian (n. 1942)
- 2014: Joan Rivers, actriță americană (n. 1933)

## Sărbători
- Sf. Mc. Vavila, Ep. Antiohiei; Sf. Prooroc Moise (calendar ortodox)